# 边业银行
边业银行是二十世纪二、三十年代中国北方的一家商业银行。

## 历史
1919年，徐树铮任西北筹边使兼西北边防军总司令，并在其上任不久后撰写的《西北边疆事务计划大纲》中提出设立银行，随后银行在1919年7月开始筹备。
1920年9月，边业银行正式成立，定名“边业”来源于其发展边疆实业的宗旨，最初总行设在库伦，后迁北京。总裁李思浩（财政总长兼）。
1920年直皖战争皖系战败，曹锟成为边业银行最大股东，直系控制了该银行。1924年第二次直奉战争张作霖获胜，边业银行以兑让的方式被张作霖控制。新边业银行总行于1925年4月10日在天津分行旧址营业，总股本2千万元，实收资本525万大洋，其中张氏父子认股500万元，张学良任董事长，银行总裁彭贤，银行总理姜德春，协理梁文彬。随后，边业银行在北京、上海、奉天、济南、张家口、哈尔滨等地设立分行。
1925年11月23日，郭松龄在滦州反奉，并在反奉事件中扣留了一列满载着由财政部印刷局印制的边业银行纸币，开往奉天的火车，因此张作霖计划将边业银行总行迁往奉天。1926年6月底，张作霖下令将边业银行总行由天津迁往奉天，7月1日奉天分行正式改称总行；天津总行改称分行，又在关外设立大连、营口、安东、四平和黑龙江等分支机构26处，在关内设有分行30余处，先后发行了壹角、贰角、伍角、壹元、贰元、伍元、拾元、伍拾元和壹佰元等9种面值的多种纸币共15336万余元。
九一八事变后，边业银行在东北的各机构被日军查封，存放于总行大楼地库内的数千万元钞票和数百两黄金也被日军劫掠。 1932年7月1日边业银行在东北地区的所有机构并入新成立的满洲中央银行。
张学良利用边业银行关内各分行的三百万元资金在天津再次组建边业银行总行。1936年8月1日边业银行总行迁至上海。1937年4月边业银行宣布停业。

## 纪念建筑物
- 沈阳边业银行大楼:旧址位于沈阳市沈河区朝阳街240号，由德国设计师设计，1930年建成。主楼正面为罗马式建筑风格，十级台阶之上矗立着6根爱奥尼式立柱，顶托着宽大的露台，显得宏伟气派，现为沈阳金融博物馆（由张氏帅府博物馆负责日常管理）。
- 天津法租界巴黎道原边业银行天津分行旧址